# Graptomyza elegans
Graptomyza elegans är en tvåvingeart som beskrevs av Hull 1950. Graptomyza elegans ingår i släktet Graptomyza och familjen blomflugor. Inga underarter finns listade i Catalogue of Life.